# Mersits Piroska
Mersits Piroska (Vése, 1926. július 21. – Budapest, 1988. november 5.) magyar festő.

## Élete
Tanulmányait 1945 és 1949 között végezte a Magyar Képzőművészeti Főiskolán, mestere: Bernáth Aurél volt. 1973-ban "Épülő Budapest" pályázaton elnyerte az 1. díjat. 1954-ben a Vörösberényi Művésztelep alapító tagja volt, ahol 1960-ig gyakorta vendégesekedett. Művészetére hatással volt a telep szelleme és a balatoni környezet. 1974-től művésztelepeken és alkotóházakban dolgozott, többek között Nagymaroson, Zsennyén, Kecskeméten és Szigligeten. Bartája és évfolyamtársa volt Csernus Tibor. Rendszeresen részt vett Pedagógus Művészek Országos kiállításain, valamint a XI. kerületi Hazafias Népfront kiállításain. Rajzait publikálta az Élet és Irodalom, valamint a Magyar Hírlap. Kortársai között egyedülálló oeuvre-ral rendelkezett, festészete kapcsolatban áll a századelő szimbolizmusával és Farkas István látomásos 1930-as évekbeli festészetével. Mesteréhez mindvégig hű maradt festményei színvilágában. 1988-ban kiállítást rendeztek a tiszteletére a Balatonalmádi Két-tannyelvű Gimnáziumban, Mersits Piroska művei mellett Schéner Mihály, Litkey György és Konecsni György művei is szerepeltek a tárlaton.

## Egyéni kiállítások
- 1963 • Május 1. mozi, Budapest
- 1971 • Fényes Adolf Terem, Budapest (kat.)
- 1973 • Hajózás festőszemmel, Mahart-székház, Budapest
- 1976 • Ferencvárosi Pincetárlat, Budapest
- 1977 • Egry József Terem, Nagykanizsa (kat.)
- 1980 • Szob • Martonvásár
- 1986 • Martonvásár
- 1988 • Vác
- 1995 • Tamás Galéria, Budapest
- 1999 • Vigadó Galéria, Budapest

## Válogatott csoportos kiállítások
- 1957 • Ifjúsági kiállítás, Nemzeti Szalon, Budapest • Magyar Képzőművésznők Nemzetközi kiállítása, Műcsarnok, Budapest
- 1958 • Magyar Képzőművésznők kiállítása, Műcsarnok, Budapest
- 1959 • Magyar Képzőművésznők Második Országos kiállítása, Műcsarnok, Budapest
- 1961 • Dolgozó emberek között, Ernst Múzeum, Budapest.

## Művek közgyűjteményekben
- Fővárosi Képtár, Budapest.